# Unbreakable (film)
Unbreakable är en amerikansk långfilm från 2000, skriven och regisserad av M. Night Shyamalan. Den har Bruce Willis, Samuel L. Jackson, Robin Wright och Spencer Treat Clark i de ledande rollerna.

## Handling
En järnvägsolycka dödar 131 ombord. David (Bruce Willis) är med på tåget och han klarar sig inte bara ur olyckan som enda passagerare med livet i behåll, utan han har inga som helst skador efter tågkraschen. Han vet inte varför och framförallt inte hur. När han söker efter ett svar, kontaktas han av Elijah (Samuel L. Jackson) som har en märklig teori om varför David aldrig blev skadad i olyckan. Elijah lider av osteogenesis imperfecta som gör att hans alla ben är otroligt sköra och bryts av mycket lätt. Enligt hans teorier, skall David vara hans motsats, en realistisk stålman, som aldrig blir sjuk eller skadar sig. Dock skall David ha en svaghet – vatten. 

## Rollista
| Bruce Willis        | – David Dunn    |
| Samuel L. Jackson   | – Elijah Price  |
| Robin Wright        | – Audrey Dunn   |
| Spencer Treat Clark | – Joseph Dunn   |
| Charlayne Woodard   | – Elijahs mamma |
| Eamonn Walker       | – Dr. Mathison  |
| Leslie Stefanson    | – Kelly         |